# Yến tiệc

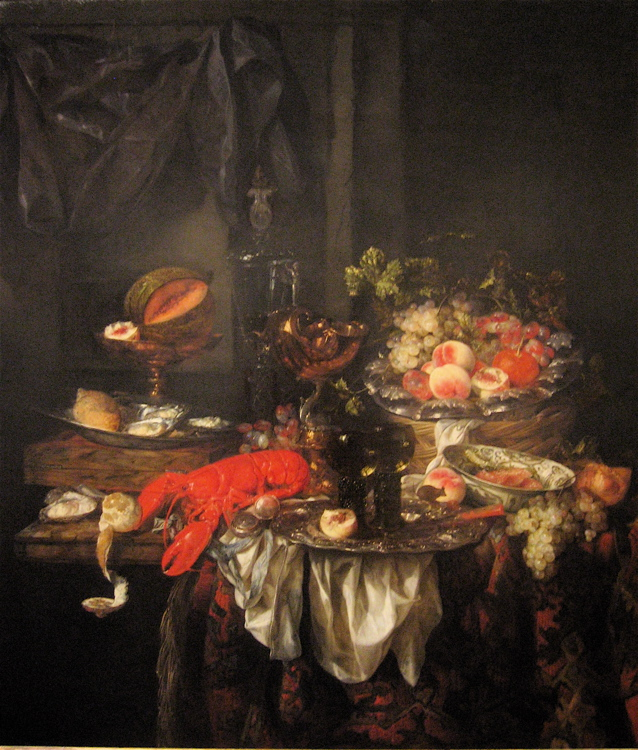
Tranh vẽ về một bữa tiệc mặn

Tiệc mặn hay Tiệc hay Yến tiệc, Tiệc chiêu đãi, Tiệc liên hoan là một bữa tiệc trong đó nội dung chính và chủ yếu là cung cấp một bữa ăn quy mô, Đầy đủ với các món ăn đa dạng, phong phú với số lượng nhiều, gồm món ăn chính và món tráng miệng. Trong tiếng Việt, tiệc mặn được hiểu đơn giản là: Bữa tiệc có ăn cơm và các món thịt, cá.

## Đặc điểm
Đây là một hoạt động ẩm thực tập trung có quy mô lớn và mang tính cộng đồng. Tiệc mặn thường phục vụ một mục đích như một hoạt đồng từ thiện, thiện nguyện cho đến một buổi lễ, hoặc một lễ kỷ niệm, phục vụ cho một bữa liên hoan, chiêu đãi (và thường trước khi bữa tiệc diễn ra thì thỉnh thoảng có một bài phát biểu trong danh dự của một người nào đó).
Các ý tưởng của một bữa tiệc mặn xuất phát từ thời cổ và là nơi liên hoan nhân dịp những sự kiện quan trọng hoặc có ý nghĩa. Tiệc mặn phục vụ nhiều mục đích khác nhau từ buổi tập huấn, các bữa ăn tối, chiêu đãi cho phục vụ cho các hoạt động kinh doanh. Tiệc tùng trong kinh doanh là một cách khá phổ biến để tăng cường sự liên kết giữa doanh nghiệp và các đối tác của họ.